# Chaunus rubropunctatus
Chaunus rubropunctatus là một loài cóc trong họ Bufonidae.
Nó được tìm thấy ở Argentina và Chile.
Các môi trường sống tự nhiên của chúng là rừng cận Nam cực, rừng ôn đới, rừng khô nhiệt đới hoặc cận nhiệt đới, và đầm nước ngọt có nước theo mùa. Loài này đang bị đe dọa do mất nơi sống.